# Pascale Trinquet-Hachin
Pascale Trinquet-Hachin (Marsiglia, 11 agosto 1958) è un'ex schermitrice francese, vincitrice di due medaglie d'oro ed una di bronzo nella scherma ai giochi olimpici.